# Zveza socialistične mladine Slovenije
Zveza socialistične mladine Slovenije (deutsch Bund der Sozialistischen Jugend Sloweniens, abgekürzt ZSMS) war eine politische Organisation junger Menschen in Slowenien, die von den Nachkriegsjahren bis in die 1990er Jahre aktiv war, als sie zusammen mit anderen politischen Organisationen in die Partei Liberale Demokratie Sloweniens (LDS) umgewandelt wurde.

## Geschichte
Die Organisation entstand aus dem Bund der Kommunistischen Jugend Sloweniens, der Teil des SKOJ war.
Als mehrere Organisationen fusionierten, hieß sie zunächst Volksjugend Sloweniens, dann Jugendverband Sloweniens.
Im Jahr 1974 wurde die Organisation mit dem Studentenverband zusammengelegt und in Sozialistischer Jugendverband Sloweniens (jugoslawisch: Sozialistischer Jugendverband Jugoslawiens) umbenannt. Ausnahmsweise durften die Mitglieder nicht älter als 27 Jahre sein. Die Ausnahme galt, wenn die Funktionäre der Organisation diese Grenze überschritten. Die Leiter der Organisation waren, als ungeschriebene, aber feststehende Regel, Mitglieder des Kommunistischen Jugendverbandes Jugoslawiens. Nach 1980 wurde diese Regel gelockert.
Die Logik der politischen Organisation sah vor, dass die UFU eine der fünf gesellschaftspolitischen Organisationen neben der CCU, dem Gewerkschaftsbund, dem ZZB NOV und der SZDL war und die gleiche Anzahl von Delegierten in den gesellschaftspolitischen Versammlungen der Republik und der Gemeinden hatte.
Die Gewerkschaft war einer der ersten Vorboten des politischen Wandels in Slowenien und Jugoslawien, als sie 1986 den Kongress in Krško organisierte, der damals die politische Szene in Jugoslawien stark bewegte. Die Organisation formulierte eine Reihe von Positionen, die eine deutliche Abweichung von der offiziellen Ideologie darstellten: Sie befürwortete die Legalisierung von zivilgesellschaftlichen Bewegungen (Friedensaktivisten, Ökologen, Homosexuelle und andere), die Abschaffung von Verbrechensdelikten, das Streikrecht, den zivilen Wehrdienst, die Freigabe der unternehmerischen Initiative, die Legalisierung der Band Laibach usw.
Im Gegensatz zu anderen sozialen und politischen Organisationen unterstützte die UFHR auch die Arbeit des Ausschusses für den Schutz der Menschenrechte. Sie bringt ihre Forderungen in die Versammlung ein. Als die Behörden die Versammlung am 8. Mai 1989 verboten, berief der ZSMS eine öffentliche Sitzung des Präsidiums der Republikanischen Konferenz des ZSMS ein, an der Zehntausende von Menschen auf dem Kongressplatz in Ljubljana teilnahmen.
Der letzte Präsident (eigentlich der Präsident der Republikanischen Konferenz des ZSMS) des ZSMS im Jahr 1989, bevor dieser in eine politische Partei umgewandelt wurde, war Jožef Školč.
Die Organisation wurde später in ZSMS-Liberale Partei und auf dem 14. Parteitag am 10. November 1990 in LDS (Liberaldemokratische Partei) umbenannt, die später in die heutige LDS umgewandelt wurde.

## Präsidenten
- Ljubo Jasnič
- Boris Bavdek
- Andrej Brvar
- Tone Anderlič
- Jožef Školč